# Sky Raiders (pel·lícula de 1931)
Sky Raiders és una pel·lícula estatunidenca de 1931 dirigida per Christy Cabanne i protagonitzada per Lloyd Hughes i Marceline Day. Produïda per Columbia Pictures, es va rodar al Grand Central Air Terminal, actualment Grand Central Airport, a Glendale, Califòrnia.

## Argument
En Bob, un temerari aviador, està enamorat de la Grace. El comportament imprudent d'en Bob i l'addicció a l'alcohol provoca la mort del germà de la Grace i, posteriorment, Bob perd la seva feina i l'amor de la noia. Posteriorment en Bob recupera la seva vida i atrapa una banda de segrestadors que robaven enviaments d'or dels vols.